# Samuel Felton
Samuel Felton (Samuel Morse „Sam“ Felton, Jr.; * 26. Mai 1926 in New York City; † 24. Dezember 2015 in Bar Harbor) war ein US-amerikanischer Hammerwerfer.
Bei den Olympischen Spielen wurde er 1948 in London Vierter und 1952 in Helsinki Elfter.
Von 1949 bis 1951 wurde er dreimal in Folge US-Meister. Im Gewichtwurf wurde er 1949 US-Hallenmeister. Als Student der Harvard University holte er 1949 den NCAA-Titel. Seine persönliche Bestleistung von 57,18 m stellte er am 3. Juni 1950 in Travers Island auf.